# Abd al-Aziz bin Salman Al Sa'ud
ʿAbd al-ʿAzīz bin Salmān Āl Saʿūd (in arabo عبد العزيز بن سلمان بن عبد العزيز آل سعود‎?; 1960) è un politico saudita, membro della famiglia reale Al Saʿūd.

## Primi anni di vita e formazione
Il principe Abd al-Aziz è nato nel 1960 ed è il quarto figlio di re Salman. Sua madre era Sultana bint Turki Al Sudairi, morta a 71 anni nel luglio 2011. Era la figlia dello zio di Salman, Turki bin Ahmad Al Sudairi, che è stato in precedenza governatore della Provincia di Asir. Abd al-Aziz bin Salman è fratello germano dei principi Fahd, Ahmad, Sultan, Faysal e della principessa Hassa (nata nel 1974).
Abd al-Aziz ha conseguito una laurea scientifica in amministrazione industriale presso l'Università del Petrolio e dei Minerali Re Fahd. Ha inoltre conseguito un MBA in gestione industriale presso la stessa università nel 1985.

## Carriera
Abd al-Aziz bin Salman ha cominciato la sua carriera come docente presso l'ateneo in cui si è laureato, seguito da un periodo come direttore ad interim dell'istituto di ricerca locale, che si occupa di studi energetici. In seguito, ha lavorato come direttore della divisione di ricerca economica e industriale presso lo stesso istituto.
Nel 1987, è diventato consigliere presso il ministero del petrolio. Durante il suo mandato, si dice che abbia avuto rapporti tesi con l'allora ministro, Hisham Nazer. Il principe Abd al-Aziz è stato promosso a vice ministro dello stesso dicastero nel giugno 1995. È stato nominato anche sottosegretario per gli affari petroliferi, un istituto fondato nel giugno 1996. Inoltre, egli è a capo del comitato di razionalizzazione dell'energia.
Il suo mandato come vice ministro è terminato nel 2005 quando è stato promosso assistente ministro del dicastero.
Il 22 aprile 2017 è stato nominato ministro di Stato per gli affari energetici.
L'8 settembre 2019 re Salman lo ha nominato ministro dell'energia.

## Influenza
Come assistente ministro del petrolio, il principe è considerato una figura significativa nella politica saudita in quanto si occupa direttamente della principale fonte di reddito della nazione, il petrolio. Si dice che sia popolare e che abbia sostenitori che hanno beneficiato della loro amicizia con il principe e il padre. Abd al-Aziz è considerato uno dei futuri protagonisti della politica statale, quando i nipoti del primo re cominceranno a governare il regno. È anche considerato un potenziale successore dell'attuale ministro del petrolio, Ali bin Ibrahim Al-Naimi.

## Altri ruoli
Il principe è membro del consiglio di amministrazione delle seguenti organizzazioni: Istituto per gli Studi Energetici di Oxford, Club della politica energetica di Oxford e Istituto del petrolio. È presidente onorario dell'Associazione economica saudita e supervisore generale della Società di beneficenza Principe Fahd bin Salman per la cura dei pazienti renali.

## Vita personale
Abd al-Aziz bin Salman è sposato con Sara bint Khalid bin Musa'ad Bin Abdulaziz (nata nel 1966) e ha tre figli.